# 松浦亜弥のオールナイトニッポン
松浦亜弥のオールナイトニッポン（まつうらあやのオールナイトニッポン）は、ニッポン放送の深夜番組オールナイトニッポンの水曜日。パーソナリティは松浦亜弥。2005年3月30日放送開始、2006年12月27日放送終了。

## 放送時間
- 毎週水曜日深夜25:00～27:00（毎週木曜日01:00~03:00）

一時日曜深夜に『あなたがいるから、矢口真里』の番組内で23:30ごろ～23:50ごろに放送（2003年4月からの放送時間）していた『松浦亜弥Let's do it!!』からの昇格。

## 特色
- 一回目の放送

松浦は放送開始と同時に、「初心に帰る」と言う事で初めてLFに来た時と同様の挨拶回りを始めた。まずはLF5階の編成部へ。
松浦が言うには「編成部は怖い」らしい。途中増山さやか（ニッポン放送アナウンサー）と冨田憲子アナウンサー（当時）に会い、増山からイヤホンを貰う。その後同じく花粉症に苦しんでいる増山と花粉症の話をした。内容は「花粉症に罹ったら鼻血出ません?」である。
次に制作部へ廻った松浦は、そこで会った社員にお願いして、その社員と「初タイトルコール」を行い、番組がスタート。
- オープニングトーク

オープニングトークでは深夜の時間帯の放送であるにもかかわらず、ニッポン放送のある東京の気温、湿度等の気象の状況を伝えるのが一時期より恒例になっていた。それは、たまたま梅雨の時期に松浦がオープニングトークで言った「湿度が厳しい」旨の発言がきっかけ。
- 数回は録音か

番組開始当初に見られた。リアルタイムでのメール募集やその日の話題にまったく触れなかったことからみて、「Let's Do It!!」以来の番組収録方法である録音方式を数回とった可能性がある。『西川貴教のオールナイトニッポン』でネタにされた。
- 松キャッチ

2005年5月18日の放送で、キャッチコピーが「ホットでクールな新世代セニョリータ」に決まった（以後、「新世代」の部分が「ハリウッド」に変更になった）。
2006年からは、1月4日の放送では「ホットでクールな2006年セニョリータ」、1月11日、1月18日の放送ではキャッチコピーなしでスタートし、1月18日の放送中に「松キャッチ」を廃止することを発表。
- 松ペン先生

『-Let's Do It!』時代からコーナー「ドッキドキLOVEメール添削!」を担当していた聖松ペン学院の理事長兼講師。名前の元ネタは進研ゼミの赤ペン先生。ピンク縁の眼鏡を掛けている大人の女性（年齢：25歳以上35歳未満）。
本人曰く超セレブで、「セバスチャンという執事がいる」、「世界一周旅行で乗船した豪華客船の名前はバッファロー号」など様々な設定（そのほとんどはリスナーからの質問により追加されたもの）がある。彼女がしばらく日本を離れることになったため同コーナーは終了している。
- 沢山ある告知

毎週、自身のコンサートやCD等の告知をする。
- 「オールナイト-」初のDVD化

2005年9月21日発売の松浦のシングル「気がつけば あなた」の初回限定盤の付録として、この番組がDVD化された。「オールナイト-」の歴史の中で映像作品として発売されるのは初の試みである。なお、このDVDに収録されているのは、DVD用に特別収録されたもの。
- 放送事故

2006年1月4日（5日未明）の26:03～26:13（午前2時3分～2時13分、JST）ごろ、山陽放送、中国放送、山陰放送、山口放送、長崎放送、大分放送、熊本放送、宮崎放送、南日本放送、ラジオ沖縄、以上の西日本を中心とする放送局で、放送中断が発生した。原因は、NTT広島局内の設備障害によるものだった（ニッポン放送から送出されたものを電話回線を通じて各局に同時配信している）。
その後、1月5日（6日未明）の『大木こだま・ひびきのオールナイトニッポン』（『ナインティナインのオールナイトニッポン』の代わり）のCM内で謝罪した。また、1週間後の同年1月11日（1月12日未明）の当番組のオープニングでも松浦亜弥本人が謝罪した。
- 番組中の投稿

番組中にテーマに沿った内容や身近にあった出来事、意見、感想、苦情などを受け付けているが、なぜかe-mailのみでファックスでの受付は行なっていない。
- フィラー

本人の好みであるかどうかは不明だが、放送開始から一貫してフィラーにはビートルズの曲が流れている。
- エンディング

番組開始当初は、『－Let's Do It!』時代と同じく松浦の「ほなね」という一言で締めていたが、ここ最近は松浦の「…それじゃ、お休みなさい」という一言と副構成作家（松浦は「隊長」と呼んでいる）による銅鑼の音で締められている。一時期は最後の最後までメールを読んでいたので地方によってはトークの途中で途切れてしまうことがあった。また、2006年11月1日からは難読漢字を松浦が雰囲気だけで伝えて、その字の読みをリスナーへ出題するという「読めない漢字」というミニコーナーが設けられた。
エンディングテーマはニール・ヤングの「Only Love Can Break Your Heart」。
- 最終回（2006年12月27日）

『-Let's Do It!』時代からの軌跡を振り返った。「破天荒な番組ではあったけれど、やり残したことは特にないですね」と。スタジオに届いたメールを読みながらフィナーレを迎えたが、一部地域 （次の番組「オールナイトニッポンエバーグリーン」をネットしないラジオ局など）では途中で途切れてしまった。

## 最終回の前まで放送されたコーナー

### 風雲あやや城
- 『松浦亜弥Let's do it!!』から続くコーナーである。リスナーからのはがき、メールを基に「あやや城」を築城するコーナーである。また、『Let's-』の時には「城」に関する雑学講座やクイズ（ちなみに出題者は芸能界一の城郭マニアである田村淳であった）もあった。現在は、企画書に載せるための絵コンテを募集中…のはずであるが、松浦曰く「いつの間にか消えちゃった」とのこと。
  - 番組開始～

### Yeah!めっちゃ大喜利
- 「アイドルだって大喜利がしたい！」ということでスタートした、単純明快な大喜利コーナー。当番組開始後最初に立ち上げられたコーナーであり、当初は松浦の母親がネタを投稿していたこともあった。
- 南海キャンディーズとの大喜利対決で大敗したために終了となった。

### ズバッと!
- 世の中の色んなことを"ズバッと"斬るコーナー。
  - 2005年8月3日～

### B~!!
- 日常でのチョイ不良な一言を募集するコーナー…のはずだったが、あまりにも度が過ぎたネタが多かったので打ち切られた。
- コーナータイトルは松浦が司会を担当していた日本テレビのバラエティ番組『A』のパロディー。
  - 番組開始～2005年9月8日

### アナニューとミチェたん
- リスナーの家のペット自慢や周辺での動物の目撃談などを募集していた｡
- コーナータイトルは松浦の実家で飼っている犬の名前（正確には“ナナ”と“ミシェル”）だが､可愛がるあまり進化したものとか｡

### 学校ニュース
- リスナーの学校で起きたハプニングをニュース風にして紹介するコーナー。
- コーナーの進行役である松川クリステル（名前の元ネタは、フジテレビの滝川クリステルアナウンサー）と松ペン先生とのキャラがかぶったので終了。
  - 番組開始～2005年11月2日

### 松メイシ!
- リスナーが作ったラップを、松浦がジングルに乗せて歌うコーナー。コーナータイトルはラップグループ「ケツメイシ」の捩り。
- 松浦が、読みやすいか読みにくいかで判断するようになったために終了。
  - 番組開始～2005年11月2日

### あややをプロデュース
- アイドル“あやや”にハプニングが起きた時の咄嗟の一言を募集するコーナー。シチュエーションと一言の両方を考える。大半が｢妖精ネタ｣であり、余りに常識を外れた物が多かったため終了。
- コーナータイトルは、日本テレビ系テレビドラマ『野ブタ。をプロデュース』のパロディであるが、ドラマの内容とは全く関係ない。
  - 2005年11月2日～2006年3月30日

### 松ペン先生のドッキドキLOVEメール添削
- 『Let's-』から続くコーナーで、松浦ではなく松ペン先生という別人（普段の松浦とは口調が違う）が担当しており、松浦の「先生、出番です（または『先生、お願いします』）」の一言とともにコーナー開始となっていた。特別に設けられたメールアドレスに自分の出したい告白メールを送り、松ペン先生に手直しをしてもらうコーナーである。コーナー冒頭（最終回のみエンディング）の松ペン先生による小芝居（一人語りのラブストーリー、後期には電話で男性リスナーと共演）が聴きどころ。松ペン先生がしばらく日本を離れるため終了。
- 松ペン先生への質問（これにより松ペン先生の様々な設定が作られていった）も同アドレスで受け付けていたが、松ペン先生本人は質問に対して否定的であった。
- ちなみに、このコーナー中のみ「松ペン先生のオールナイトニッポン」というジングルが流れていた。
  - 番組開始～2006年3月30日

### 下がる話
- リスナーから送られるテンションが下がる話をするコーナー。
- 途中からコーナーエンディングにテーマ曲がつけられた。使用された楽曲は以下の通り。

「時の舟」　（松たか子）
「いつかのメリークリスマス」　（B'z）　
「ENDLESS STORY」　（REIRA starring YUNA ITO）
「ピリオド」　（綾瀬はるか）
- - 2005年11月2日～2006年4月12日

### オーラ、見えました。
- 有名人やリスナーの身の回りの人などの"オーラ"を勝手に想像して送ってもらうコーナー。テレビ朝日系の番組『オーラの泉』のパロディー。
  - 2006年4月5日～

### モテ道
- モテる男の行動・仕草や一言などを募集するコーナー。リスナーのモテる感覚がずれていると松浦が判断したため終了。
  - 2006年4月5日～2006年5月24日

### 女のモテ道
- 2006年5月3日の放送にて、松浦が「最近よく"隙がない"と言われる」という話をしたことから立ち上げられたコーナー。あややがモテるためにはどうすればいいか女性リスナー（限定）に行動・仕草をアドバイスしてもらう。翌週より正式にスタート。

### 松浦社長プロジェクト1 ○×□△サー
- 矢口真里が出演していた日本テレビ系のテレビドラマ『ギャルサー』の影響で、2006年5月3日、「サークルを創ろう」とスタート。サークルへの入会資格は、特技を持っていること。リスナーがサークルに入れるかどうかは、生電話にてリスナーが特技を披露して審査される。リスナーの特技に社長役の松浦がピンと来ないと、そのリスナーはサークルに入れない。
- 2006年5月24日からは、2人のリスナーによる対決方式となった。これは、電話のかかった2人が特技を披露する方式。その後、スタッフによる多数決でサークルに入れるリスナーを決める。

### 松浦社長プロジェクト2 キャラクター計画
- 番組オリジナルのキャラクターを作って商品化し、番組発のものを残そうというコーナー。
- リスナーの案を元に2006年5月3日より実験的にラジオアニメ「水餃子ちゃん」がスタート。

中華村に住む女子中学生・水餃子ちゃん（松浦が声を担当）は、ピータン将軍に連れ去られた憧れの炒飯先輩を助けようと奮闘する。リスナーの投稿によりストーリーが展開（「ワンタン仙人」や「春巻姐さん」などの新キャラが登場）し、2006年5月31日に「水餃子ちゃん」は最終回を迎えた（全4回）。
2006年6月14日には、その続編のラジオアニメ劇場版「水餃子ちゃん/具の中身は愛」が、諏訪部順一をゲスト（エビチリ大臣役）に迎えて3部構成で放送された（サブタイトルは映画『機動戦士ΖガンダムIII A New Translation -星の鼓動は愛-』のパロディ。そのためか、予告編や本編オープニングではGacktの「Metamorphoze～メタモルフォーゼ～」が流れた）。
- 2006年7月5日より、ラジオアニメ第2弾「少年探偵ジェット」がスタート。

小学5年生・狩谷ジェット（声：松浦）は、3軒隣に住む探偵・山本さんの影響で自身も少年探偵を始めたが…。ジェットのきめ台詞は「バナナはおやつに入らない。ジェットは悪を逃がさない!」
この作品では、他の商品・メーカーとのタイアップを募集、第1話は『オールナイトニッポン』のスポンサーでもあるバンダイナムコゲームスのPSP用ソフト「鉄拳 DARK RESURRECTION」がそれとなった。しかし、2006年8月16日に「少年探偵‐」は最終回を迎え、結局タイアップは第1話での1度きりであった。

### スケバン刑事プロジェクト
- 松浦の初主演映画『スケバン刑事 コードネーム＝麻宮サキ』の公開を記念して立ち上げられたコーナー。

1. たすけて麻宮さん
リスナーの二者択一の悩みを「ヨーヨー」にて解決しようというコーナー。
2. 「－刑事」観ました。
公開前の映画「スケバン刑事－」を観た感想を妄想・想像で送ってもらおうというコーナー。

### ニセ女のコ川柳
- 男性リスナーが女の子の気持ち（乙女心）を"妄想"して詠んだ川柳を紹介していくコーナー。この「ニセ女のコ川柳」は「女のコ川柳」とセットになっていたがあとにこちらのコーナーのみ終了した。
- このコーナーでの合いの手｢大好きやで!｣には3種類あり、低音でフランス映画風に喋るゲイ風の謎の男とKAT-TUNの田中聖によるものが多く使われる。ただし、田中バージョンは秀逸だと思った作品にしか使われなくなった。
- 唯一下ネタ投稿があるコーナーである。そのためかこのコーナーでの投稿に対して松浦は実に冷たい。
  - 2006年～2006年11月15日

### ウィークリースクラップニュース
- 1週間以内でリスナーが気になった、松浦に教えたいニュース記事を雑誌や新聞から切り抜いて送ってもらう。切り抜きを送ってもらうため、葉書・封書のみでの受け付けである。
  - 2006年6月28日～

### 女のコ川柳
- 女性リスナーが女の子の気持ち（乙女心）を川柳で表すコーナー。
- 当初は「だいきち川柳（ネタ元は『笑顔満開!ひでたけ・よしこの大吉ラジオ』の木曜日コーナー、「大吉川柳」。『ひでたけ・のりこ-』時代の同コーナーに松浦がゲスト出演し、川柳に挑戦するも大失敗だったことをきっかけに作られた）」という川柳コーナーであったが、その中で紹介した「好きですと　心で言っても　届かない」という川柳に松浦が感激したことから現在の形になった。途中で時代劇調テーマ曲と共に「偽女のコ川柳」（男の子が乙女心を詠む）に切り替わる（いつ変わるかはスタッフの気まぐれ）。

### DVD倶楽部
- 松浦がTBS系テレビドラマ『逃亡者 RUNAWAY』の深夜の再放送を見て同ドラマに夢中になったことがきっかけでスタートした。
- 2005年のコーナー開始当初は、「逃亡者倶楽部」としてスタートしたものの、松浦は2週間後には『ハウルの動く城』に、12月には『木更津キャッツアイ』に、2006年1月にはMr.Childrenが出演した2005年の某夏フェス（おそらく「ap bank fes'05」） のDVDで彼らの曲『HERO』を歌っている桜井和寿を見て、感動したと言う。さらに2006年3月には18日・19日にテレビ朝日系で放映されたスペシャルドラマ『愛と死をみつめて』を見て大泣きしたと言っていた。また、2006年の夏には遅れて韓流にハマり、2006年10月現在ではアメリカのテレビドラマ『24 -TWENTY FOUR-』シリーズに、さらに同年11月現在ではアニメ『ドラゴンボールGT』にハマっているそうである。
- このようにこのコーナーは、趣味がすぐ変わるかもしれないので、このタイトルに落ち着いた。現在は、「ハウル-」、「逃亡者-」、「木更津-」、ミスチル出演の某夏フェスの各DVDを見た感想を募集している。

### ステキナコタエ
- 子どもの素朴な疑問に対する、夢を壊さないような解答を考えて送ってもらうコーナー。
- 番組ゲストのスガシカオが特別参加した回の松浦の発言によれば、松浦があまりに現実的過ぎる為につくられたものらしい。

例：赤ちゃんはどうやって生まれるの? ⇒コウノトリさんが運んで来てくれるんだよ。
- - 2006年6月28日～

### 恋のひとり騒ぎ
- 女性リスナー限定で、恋愛に関する体験談（おもに失敗談）を送ってもらうコーナー。日本テレビ系のバラエティ番組『恋のから騒ぎ』のパロディであり、テーマ曲も本家と同じ曲が流れる。
  - 2006年7月5日～

### 便乗わらしべ長者
- 「週刊スクラップニュース」内で紹介された「ある国の男性が、クリップを物々交換のサイトで次々と物々交換していき、最終的に念願のマイホームを手に入れた（いわば『現代のわらしべ長者』）」というニュース記事にスタッフが目を付け、「だったら番組でも出来るんじゃないか」ということでよりスタート。交換する品はリスナーから寄せられ、スタッフが選んだ候補から松浦が品を決定する。
- 第1回の交換の品は松浦および副作家の隊長愛用のサインペン（青、赤二色）からスタート。

第1回は、香水と交換になった。
第2回は、漫画「DEATH NOTE」全12巻セットと交換。
第3回は、ゲーム機「ニンテンドーDS Lite」と交換。
第4回は2006年夏のスペシャルウィークにて「便乗わらしべ長者SP」を敢行。
番組で呼びかけた結果、ニッポン放送本社一階ロビーの特設会場に交換希望のリスナー13人が集まった。この中には番組の常連投稿者の伏見研人(ふしみけんと）の姿もあり、松浦自身も伏見の名前を認知、その登場に驚いた。まず伏見が松浦との交渉を開始、「10万円分のレゴブロック」を持ってくるも交換はならなかった。
その後、二人目のリスナーが持ってきた「某超高級ブランドのカフスボタン」と交換される。
- 交換を続けているうちに高価な物になったため、打ち切りとなった（その後、カフスボタンは同年の『ラジオ・チャリティー・ミュージックソン』に寄付された）。
  - 2006年7月26日～

### だめだめカンタービレ
- リスナーのダメダメな日常を送ってもらうコーナー。
- コーナータイトルは、二ノ宮知子の漫画『のだめカンタービレ』のパロディー。

### オリジナル・ラブ
- 理想の恋愛ショートストーリー（必ずラストシーンに松浦の「チュッ」を入れることが条件になっている）を送ってもらうコーナー。
- コーナーテーマ曲は、ORIGINAL LOVEの「接吻」。

### 名ゼリフGT
- 映画・テレビドラマ・漫画（アニメ）等の名台詞を実際に使ってみようというコーナー。2006年11月より「名ゼリフ」がスタート。
- 11月29日より松浦がアニメ「ドラゴンボールGT」にハマっている影響で現在のタイトルにリニューアル。

### 最先端!!
- 周りとはちょっとズレた松浦の流行をリアルに描写してもらおうというコーナー。
  - 2006年11月～

## スペシャルウィーク

### 赤面!妄想ラブストーリースペシャル!
- 松浦亜弥が思わず赤面するほどの、松浦亜弥とアナタを主人公にしたドラマ（ルールはドラマの最後が『キス』で終わる事）を考えて送ってもらう（つまりは、コーナー「オリジナル・ラブ」のスペシャル版）。2006年12月13日放送。

## ゲスト（出演順）
当初、出演時には必ず「ズバっと!」を言ってもらう決まりになっていた。
- スティーヴン・スピルバーグ&トム・クルーズ
- 南海キャンディーズ（ゲストとしては常連）
- 北陽
- 後藤真希（DEF.DIVAとしても出演）
- PUFFY
- 吉澤ひとみ（モーニング娘。代表として出演）
- 道重さゆみ（モーニング娘。代表として出演）
- 久住小春（モーニング娘。代表として出演）
- 安倍なつみ（DEF.DIVAとして出演）
- 石川梨華（DEF.DIVAとして出演）
- 土屋礼央
- 琴欧州（電話による出演）
- 和田アキ子（電話による出演）
- 高橋愛（モーニング娘。代表として、吉澤とともに出演）
- スキマスイッチ（常田真太郎のみ出演）
- マダム・ミハエル
- 城咲仁（2度出演）
- 青田典子、山崎静代
- 諏訪部順一
- 小川麻琴（モーニング娘。代表として、吉澤・高橋とともに出演）
- 石田純一
- スガシカオ
- 藤本美貴（GAMの相棒として出演）
- 松村邦洋＆ホリ
- ザ・たっち

※上田晋也、増田英彦、吉田尚記アナなどは「ゲスト」と銘打たなくてもしばしば登場（乱入）する。

## ノベルティグッズ
- 2006年1月11日の放送で、正式にノベルティが完成してと発表された。
- ノベルティは耳かきで「くま」と「花」の2種類である。
- コーナーで松浦が面白かったと思うネタに送られるようである。

## ポッドキャスト
- この番組ではニッポン放送 ポッドキャスティングステーションでポッドキャストによる配信を行っている。タイトルは「水深25時」で、番組とは別にポッドキャスト用に特別に録音されたものを毎週配信している。

## ピンチヒッター
- 2005年6月8日 ゆず（ゆずのオールナイトニッポン）
- 2006年10月4日 中村中（中村中のオールナイトニッポン）

## スタッフ
- ディレクター：石田誠
- アシスタントディレクター：ナガミ
- 構成作家：サン
- サブ作家：隊長
- ミキサー:岡本

### 過去のスタッフ
- ディレクター:小川（番組開始～2006年3月29日）
- アシスタントディレクター:ビーチ（番組開始～2006年9月27日）